# Helgafell (travhäst)
Helgafell, född 11 april 2017, är en fransk varmblodig travhäst som tränas av Philippe Allaire och körs av Éric Raffin.
Helgafell började tävla i augusti 2019 och inledde med två raka segrar. Han sprang under sin karriär in 470 510 euro på 28 starter, varav 9 segrar och 3 andraplatser samt 3 tredjeplats. Karriärens största seger kom i Prix Albert-Viel (2020). Han vann även Prix Emmanuel Margouty (2019), Prix Maurice de Gheest (2020), Prix Kalmia (2020) och Europeiskt treåringschampionat (2020), dessutom har han kommit på andraplats i Prix Paul-Viel (2020) och på tredjeplats i Prix Abel Bassigny (2020).
Helgafell var årskullens bästa häst i Europa som treåring 2020.

## Karriär

### Tiden som unghäst
Helgafell inledde karriären hos sin tränare  Philippe Allaire där han började tävla som tvååring. Debuten skedde den 14 augusti 2019 på travbanan i Caen då han kördes av Éric Raffin i ett lopp som vanns på tiden 1'18"3. Därefter tog Helgafell en ytterligare seger innan han i sin tredje start kom tvåa efter det började ett segertåg med fyra raka segrar.
Han inledde sin treåringskarriär på bästa sett med en seger men i Prix Paul-Viel fick han se sig besegrad igen där han slutade på andraplats efter att Björn Goop skräll vann loppet med hästen Heartbreaker One. I den tredje starten för året skulle han starta i det loppet som var hans största mål för säsongen Critérium des Jeunes men där kom hans första galopp i karriären. Efter galoppen i  Critérium des Jeunes så på börjades ett nytt segertåg där han vann Grupp 1-loppen Prix Albert-Viel och Europeiskt treåringschampionat samt vann han Grupp 2-loppet Prix Kalmia. I sin sista start för året kom han på tredjeplats i Prix Abel Bassigny.
Inledningen av hans säsong som fyraåring har dock inte varit lika bra då han inledde med att galoppera i Prix Phaeton.